# Trường Phổ thông liên cấp Nguyễn Siêu
Trường Phổ thông liên cấp Nguyễn Siêu (gọi tắt là trường Nguyễn Siêu) là trường dân lập, liên cấp, trung học cơ sở và trung học phổ thông và có yếu tố nước ngoài ở Hà Nội. Trường có hai hệ đào tạo là chương trình quốc tế Cambridge và chương trình giáo dục Việt Nam.

## Lịch sử

### Những năm đầu của trường: 1991 - 2003
Ngày 11 tháng 9 năm 1991, Đại tá Nguyễn Trọng Vĩnh và vợ ông Dương Thị Thịnh sáng lập Trường Trung học cơ sở và Trung học phổ thông Nguyễn Siêu. Ngôi trường mang tên của nhà nghiên cứu văn hóa Việt Nam Nguyễn Văn Siêu. Ông thuê đất và xây năm căn nhà cấp bốn đằng sau trường Trung học cơ sở Thành Công. Năm học 1992-1993 là năm học đầu tiên của cấp trung học trường, khai giảng với 5 lớp bậc trung học cơ sở và phổ thông.

### Chuyển địa điểm trường về Mạc Thái Tổ: 2004 - 2013
Năm 2004, nhà trường đổi tên thành Trường Phổ thông dân lập Nguyễn Siêu, và chuyển đến địa chỉ trường ngày nay ở đường Trung Kính hoặc đường Mạc Thái Tổ, phường Yên Hòa, quận Cầu Giấy.

### Tổ chức các hệ đào tạo quốc tế và liên kết với các tổ chức ở ngoài nước: 2014 - nay
Vào năm 2014, trường Nguyễn Siêu gia nhập hệ thống các trường Phổ thông Quốc tế  của Đại học Cambridge với mã số trường là VN236, cùng với đó ra mắt chương trình quốc tế Cambridge khóa đầu tiên.

## Danh hiệu
Trường Nguyễn Siêu được Nhà nước trao tặng hai Huân chương Lao động hạng Ba và một Huân chương Lao động hạng Nhì do liên tục đạt danh hiệu "Tập thể Lao động Xuất sắc", là trường chuẩn quốc gia mức độ hai, có nhiều thành tích về giảng dạy và học tập và trường đạt năm tiêu chí trường chất lượng cao đầu tiên của Hà Nội.

## Chương trình giáo dục của trường
Hiện tại trường có hai hệ đào tạo là chương trình quốc tế Cambridge và chương trình giáo dục Việt Nam.

## Quan hệ với các trường và tổ chức
Năm 2018, Đại học Massey ở New Zealand với trường Nguyễn Siêu phát triển và ra mắt chương trình liên thông đại học từ cấp trung học phổ thông ở Việt Nam sang đại học ở New Zealand đầu tiên ở Việt Nam. Năm 2021, trường Nguyễn Siêu hợp tác với Liên hiệp các trường đại học ở Bắc Vương Quốc Anh (NCUK) để học sinh trường Nguyễn Siêu có thể có cơ hội được ưu tiên trong quy trình xét tuyển và học bổng với những học sinh đi du học ở trong các trường đại học nằm trong NCUK.

## Các cựu học sinh nổi bật
- Đàm Thanh Xuân (khóa 2004)
- Phạm Khánh Linh (khóa 2000)